# Odoardo Cibo
Odoardo Cibo (* 6. Dezember 1619 in Genua; † 6. April 1705 in Massa) war ein italienischer Geistlicher aus der herzoglichen italienischen Familie Cibo.

## Leben
Der Verwandte von Papst Innozenz VIII. wurde Lateinischer Titularpatriarch von Konstantinopel (13. Oktober 1689), Titularerzbischof von Seleucia in Isauria (28. Juli 1670), Nuntius in der Schweiz (1. August 1670–X.1679), päpstlicher Gouverneur und Präfekt von Perugia (1655–56), Ancona (1656–58), Viterbo (1658–61), Norcia (1661–65), Orvieto (1665–67), Camerino (1667–68) und Sabina (1668–70).
Von 1680 bis 1695 war er Sekretär der Propaganda Fide, 1689 wurde er Titularpatriarch von Konstantinopel. Er war Deputierter für das Bistum Coimbra. Cibo visitierte 1675 das Wallis und spendete die Bischofsweihe dem 1672 gewählten Bischof von Sitten Adrian V. von Riedmatten. Er vermittelte in einem Rechtsstreit zwischen dem St. Niklausstift und dem Bischof von Lausanne Jean-Baptiste de Strambino. Seine Zustimmung zu einer speziellen römischen Kongregation 1675 zu den bischöflichen Rechtsansprüchen, die sich gegen den Willen des Stiftes und der Freiburger Regierung richteten, blieb ohne Folgen. Cibo wehrte sich 1674 gegen die Aufhebung des Jesuitenkollegs in Bellinzona und weihte 1677 die Luzerner Jesuitenkirche.
Er wurde in der San-Francesco-Kirche in Massa beigesetzt.